# Ирландская республиканская армия

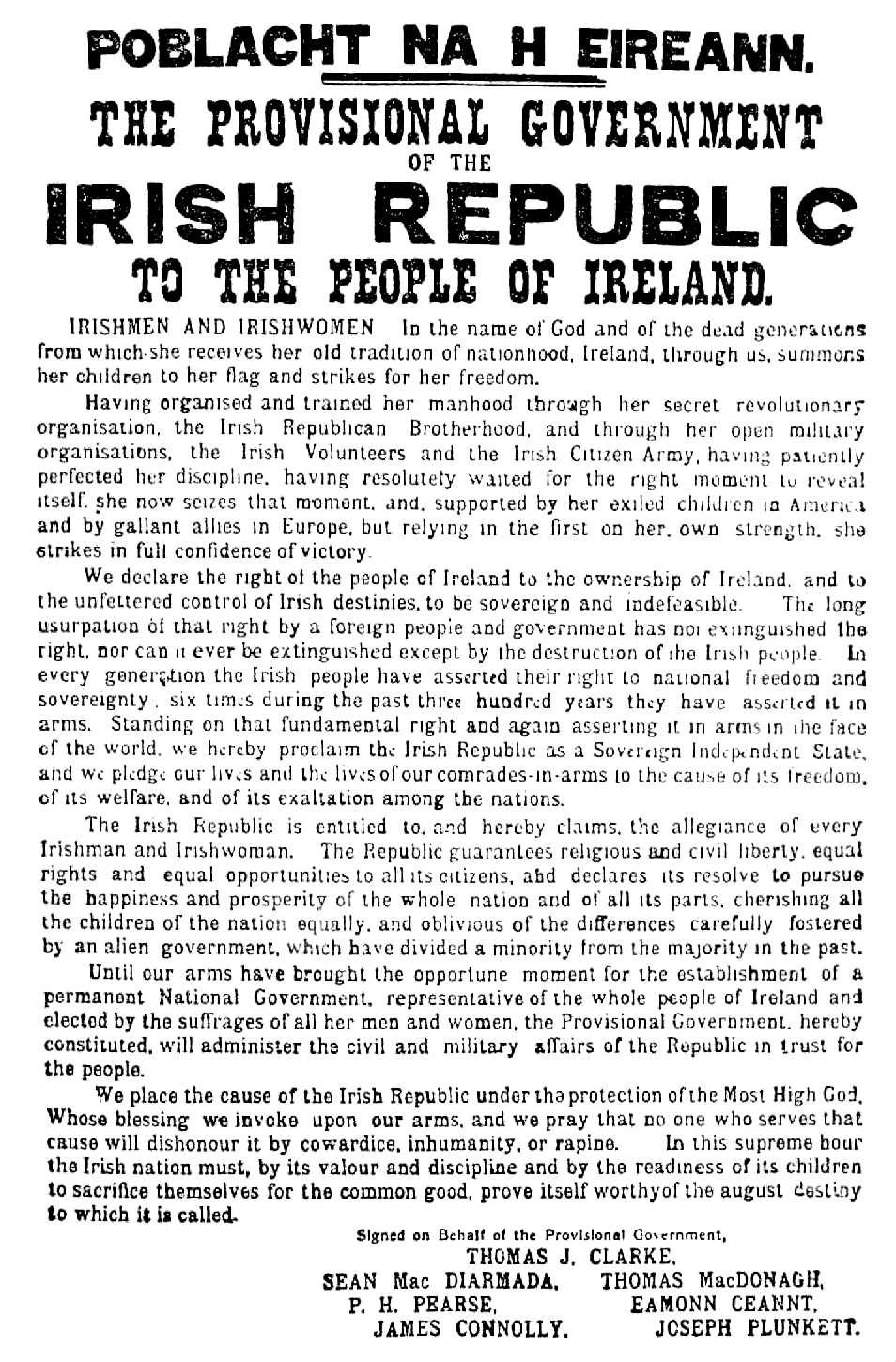
Прокламация независимости Ирландии во время Пасхального восстания 1916 г.

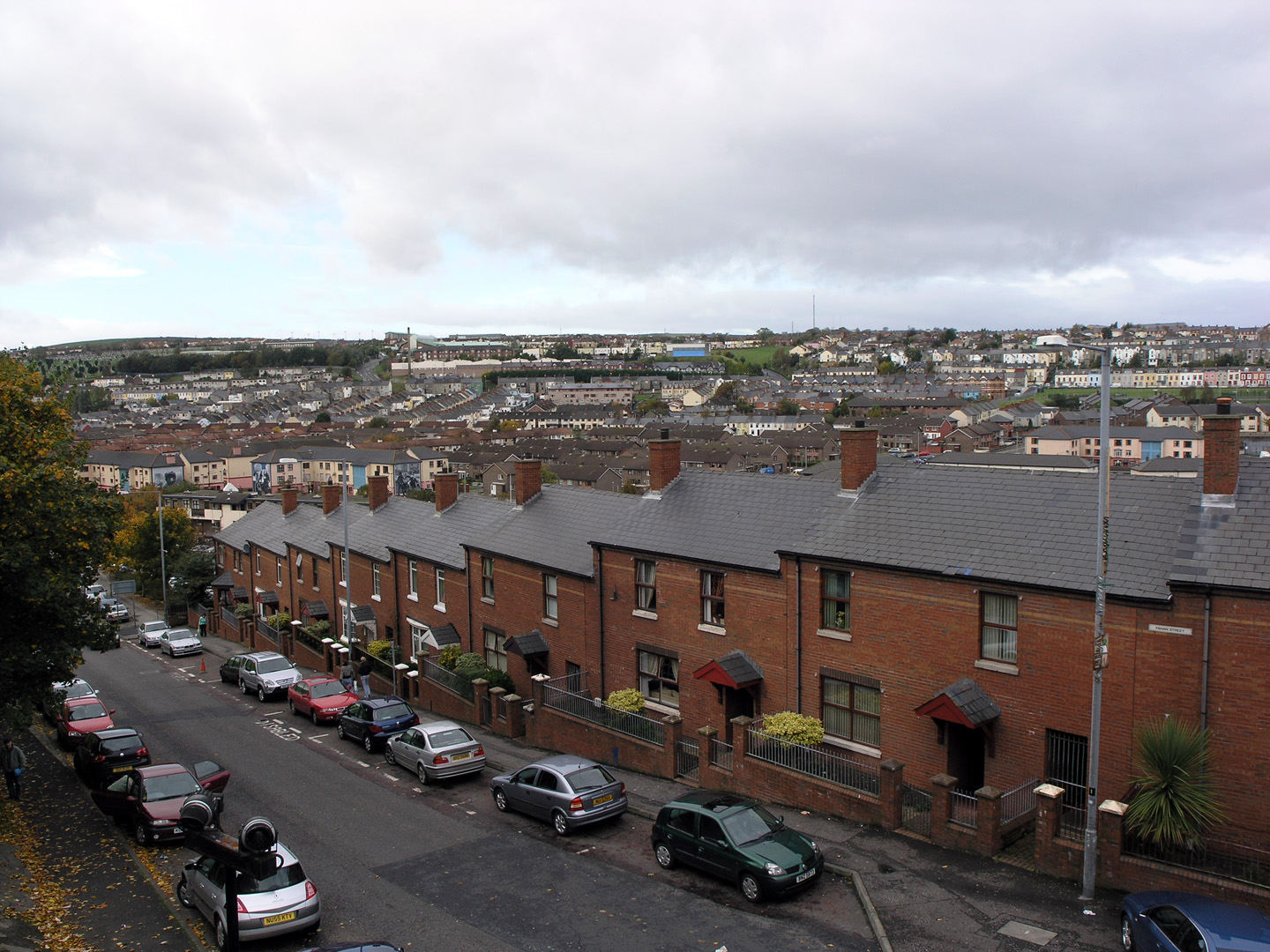
Район Богсайд в Дерри, место кровавых боёв в 1972 г.

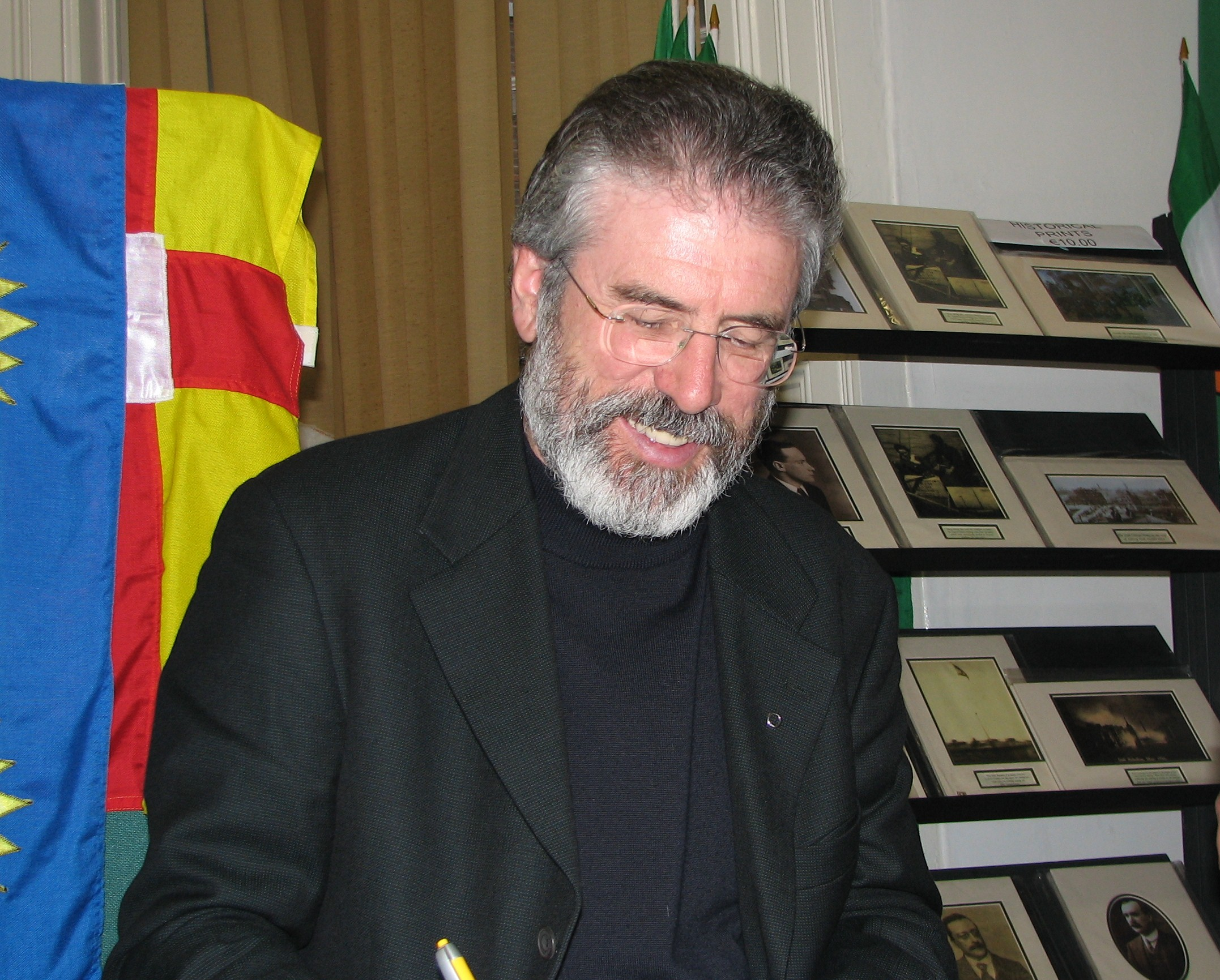
Джерри Адамс, бывший лидер Шинн Фейн

Ирла́ндская республика́нская а́рмия, ИРА (ирл. Óglaigh na hÉireann, англ. Irish Republican Army) — ирландская военизированная группировка с политическим движением антиимпериализма и ирландского республиканизма, целью которой является достижение полной самостоятельности Северной Ирландии от Соединённого Королевства.
ИРА в своей деятельности опирается на поддержку части католического населения Северной Ирландии. Основными своими противниками считает сторонников сохранения провинции в составе Соединённого Королевства.
Противостоит как британским силовым структурам, так и протестантским военизированным группировкам (смотрите «Лоялизм Ольстера»).
Ирландская республиканская армия имеет своих представителей в парламенте Великобритании.
ИРА изначально являлась военизированным крылом политической партии Шинн Фейн (Sinn Féin перевод с ирландского «мы сами»).
ИРА сыграла значительную роль в войне за независимость Ирландии. Англо-ирландский договор 1921 года привел к расколу ИРА на сторонников доминиона без значительной части Северной Ирландии и сторонников объединения острова, что привело к гражданской войне. Впоследствии фракции ИРА участвовали в нападениях на британские погранпосты, сотрудничали с нацистскими спецслужбами. На фоне внутренних расколов ИРА участвовала в конфликте в Северной Ирландии.   

## Война за независимость Ирландии
Ведёт свою историю с Пасхального восстания в Дублине (1916) под руководством Патрика Пирса, когда была впервые провозглашена Ирландская республика.
Ирландская республиканская армия была основана в 1919 году после слияния «Ирландских волонтёров» и «Ирландской гражданской армии». Первые представляли собой вооружённые отряды партии Шинн Фейн и наследников организации фениев, а вторые были созданы героем Пасхального восстания Джеймсом Конноли для защиты рабочего движения. ИРА принимала участие в войне против британской армии с января 1919-го по июль 1921 года, наиболее интенсивные бои продолжались с ноября 1920-го по июль 1921-го.
После заключения англо-ирландского соглашения и его ратификации ирландским парламентом, ИРА раскололась — значительная её часть, в том числе такие видные фигуры как Майкл Коллинз, Ричард Мулкахи, Оуэн О’Даффи стали на сторону новообразованного Ирландского свободного государства, заняв важные посты в «Национальной армии», остальные же повернули оружие против бывших соратников. Однако Национальная армия, усиленная британской поддержкой, оказалась сильней, и 24 мая 1923 года Фрэнк Эйкен отдал приказ сложить оружие. Подчинившиеся в 1926 году создали партию Фианна Файл во главе с Имоном де Валера, которая сейчас является крупнейшей партией Ирландской республики. Не подчинившиеся же ушли в подполье.

## ИРА в 1930-е годы и в период Второй мировой войны
В 1931 и в 1936 годах ИРА объявлялась ирландскими властями вне закона. В 1939 против её членов был принят ряд актов, позволивших заключать сторонников организации в тюрьму во внесудебном порядке.
Во время Второй мировой войны ИРА продолжала осуществлять террористические акции против Великобритании, за это 5 руководителей ИРА были казнены, многие были заключены в тюрьму.

## Участие в межобщинном конфликте в Северной Ирландии
С 1949 года переместила центр своей деятельности в Северную Ирландию. С 1969 года ИРА перешла к тактике городской герильи и разделилась на ряд законспирированных автономных ячеек. Отдельные из этих групп впоследствии перешли к чисто террористическим методам борьбы как на территории Северной Ирландии, так и на территории остальной Великобритании.
14 августа 1969 года для урегулирования конфликта Лондон отправил в регион войска. Всплеск насилия начался после «Кровавого воскресенья» («Bloody Sunday») — 30 января 1972, когда британские солдаты расстреляли безоружную демонстрацию борцов за гражданские права в Дерри (Северная Ирландия), в результате чего погибло 14 человек.
В 1969 году ИРА раскололась на «официальное» и «временное» крылья. «Официальное» крыло выступало в основном за ненасильственные методы борьбы, а представители «временного» крыла придерживались террористической тактики и организовывали теракты не только в Северной Ирландии, но и на основной территории Великобритании, а также в других странах.
30 мая 1972 «официальная» ИРА объявила о прекращении активных боевых действий. Однако «временная» ИРА продолжала террор.
Основной почерк ИРА — телефонное предупреждение за 90 минут до подрыва начинённого взрывчаткой автомобиля, что снижало возможность человеческих жертв, но служило демонстрацией силы. Одним из основных поставщиков оружия для ИРА являлась Ливия. Основной мишенью ИРА были солдаты британской армии, полицейские и судьи.

## Перемирие
15 ноября 1985 года в замке Хиллсборо (Северная Ирландия) было заключено соглашение между Великобританией и Ирландской республикой, согласно которому Ирландская республика получала статус консультанта при решении вопросов по Северной Ирландии.
В результате длительных переговоров между Великобританией и Ирландией 14 декабря 1993 года была подписана «Декларация Даунинг-стрит», закрепившая принципы отказа от насилия и предполагавшая формирование местного парламента и правительства. Выполнение соглашений было заморожено в связи с новыми терактами ИРА — в частности, в связи с миномётным обстрелом лондонского аэропорта Хитроу.
Летом 1994 ИРА объявила о «полном прекращении всех военных операций», однако после заключения британско-ирландского соглашения, предполагавшего разоружение боевиков, руководство организации отказалось от своих обязательств.
15 апреля 1998 года в Белфасте правительство Великобритании и лидеры основных политических партий Северной Ирландии подписали «Соглашение Страстной пятницы» о передаче власти местным органам управления и проведении референдума для определения статуса Северной Ирландии. Переговоры между североирландскими протестантами и католиками оказались сорваны после очередного теракта в североирландском городе Ома 10 сентября 1998 года, в результате которого погибло 29 человек.
В 2000 году в результате провала переговоров о разоружении ИРА Ассамблея Северной Ирландии, просуществовавшая всего два года, была распущена.
В январе 2004 года Лондон и Дублин создали независимую мониторинговую комиссию (англ. Independent Monitoring Commission, IMC), которая регулярно отслеживает ситуацию в Северной Ирландии. В состав комиссии входят четыре человека, представляющие Великобританию, Ирландию, Ольстер и США.
Летом 2005 года руководство ИРА выпустило официальный приказ о прекращении вооружённой борьбы, сдаче оружия и переходе к политическому решению конфликта. Был начат новый этап переговоров.
В последнем докладе комиссии (осень 2006 года) говорится, что ИРА за последний год претерпела кардинальные изменения. Большинство основных её структур распущено, а численность ряда других — сокращена. По мнению наблюдателей, организация более не планирует террористических операций и не оказывает финансовой помощи преступным группировкам в Ольстере. С выводами членов комиссии согласны даже противники ИРА — так Иан Пейсли, лидер протестантской Демократической юнионистской партии, признаёт, что «ИРА достигла большого прогресса, отказываясь от террористической деятельности».
В октябре 2006 года в шотландском городе Сент-Эндрюс произошли переговоры лидеров всех североирландских партий, премьер-министров Великобритании и Ирландии по вопросу о возвращении Ольстера под управление местных органов власти (вместо прямого управления из Лондона).

## Политическое крыло
Политическое крыло ИРА — Шинн Фейн (ирл. Sinn Féin) (лидер — Джерри Адамс).
Название партии примерно переводится с ирландского языка, как «мы сами». В 1969 году партия раскалывается на «временную» (en provisional) и «официальную» в связи с расколом внутри ИРА, и эскалацией насилия в регионе (вспышка межобщинного террора с обеих сторон, отправка британских войск в поддержку Королевской Полиции Ольстера).
«Официальные» склоняются к марксизму, и носят название «Рабочая Партия Шинн Фейн».

## Расколы внутри ИРА

Хронология образования всех группировок, когда-либо называвших себя Ирландской республиканской армией

### «Временная» ИРА
Данное крыло ИРА образовалось в 1969 году. Поводом для раскола стали разногласия по поводу участия или неучастия в официальных органах власти Северной Ирландии (парламентские выборы) и в методах ответа на эскалацию насилия. Эти разногласия широко обсуждались в высшем органе ИРА, Совете Армии (англ. Army Council).
Образование «временной» ИРА, произошло на фоне лоялистских беспорядков в августе 1969 года, приведших к разрушению сотен домов католиков в Белфасте. В декабре 1969 года Съезд Совета Армии ИРА принимает резолюцию о признании властей Северной Ирландии, Республики Ирландия и Соединённого Королевства. Директор по разведке ИРА Шон МакСтиофан заявляет, что это не следует республиканским целям; образуется «Временный совет армии». «Временные» не признают легитимность Республики Ирландия и Соединённого Королевства, считая единственным законным правительством Ирландии Совет Армии ИРА.
11 января 1970 «временные» основывают своё политическое крыло — «временную» Шин Фейн. Их влияние быстро растёт; 9 из 13 подразделений ИРА в Белфасте переходят к «временным». Новая группировка инициирует масштабную кампанию террора, описанную Шоном МакСтиофаном, как «эскалация, эскалация и эскалация».
Структура «временных» включает две параллельные организации:
- похожая на регулярную армию структура из рот, батальонов, бригад и «военных зон»; Белфастская бригада «временных» в период август 1969 — декабрь 1970 вырастает с 50 до 1200 чел;
- автономные «активные ячейки» из 5-8 человек (англ. Active Service Units), включающие в конце 1980-х — начале 1990-х до 300 чел;

В состав «временных» входит «подразделение внутренней безопасности», которое занимается ликвидациями гражданских лиц, сотрудничающих с британскими властями. «Временные» также патрулируют ряд католических кварталов, в частности, в Дерри, объявив их «свободными»; присутствие Королевской Полиции Ольстера или Британской армии в этих кварталах нежелательно.
Британские власти отказались предоставить осуждённым боевикам «временных» статус «специальной категории», аналогичный статусу военнопленных, что послужило поводом для акций протеста в тюрьмах (в том числе голодовки, повлёкшие несколько смертей).
Группировка участвовала в столкновениях с «официальными», также с Организацией освобождения народа Ирландии; по другим данным, также с «истинной» ИРА.
По данным Университета Ольстера, «временные» уничтожили 1800 чел, в том числе:
- 1100 бойцов Британской армии, Королевской полиции Ольстера, Полка обороны Ольстера;
- около 600 гражданских лиц;
- остальные — республиканские или лоялистские боевики (в том числе 100 собственных участников);

По другим данным, «временные» уничтожили до 6 тыс. бойцов армии и полиции, и до 14 тыс. гражданских лиц.
Сами «временные» потеряли до 300 своих боевиков убитыми; кроме того, погибли 50—60 членов Шинн Фейн.

### «Официальная» ИРА
Одна из двух фракций, образовавшихся в результате раскола ИРА в 1969. «Временные» и «официальные» считают только себя продолжателями ИРА и отказывают друг другу в законности. Политические крылья фракций — «временная» Шинн Фейн и «официальная» Шинн Фейн. Между двумя фракциями произошло несколько вооружённых столкновений.
После раскола большинство структур ИРА в Белфасте и Дерри перешли под контроль «временных», но в других городах «официальные» удержали большинство. В 1973 объявили перемирие, несмотря на это, в 1973 ликвидировали 7 британских солдат, назвав это «акцией возмездия».
«Официальные» склоняются к идеологии марксизма, тесно связаны с Рабочей Партией Ирландии.
По данным Университета Ольстера, группировка ответственна за 52 смерти: 23 — гражданские лица, 17 — британские военные или полицейские, 11 — католические террористы (в том числе 3 — свои собственные), 1 протестантский террорист.

### «Преемственная» ИРА
Образовалась в 1986 году в результате раскола среди «временной» ИРА. Поводом для образования новой фракции стали разногласия по поводу участия в официальных органах власти, широко обсуждавшиеся на Генеральном съезде армии (англ. General Army Convention) в 1986 году.

### «Подлинная» ИРА
«Подлинная» ИРА (англ. Real IRA) была создана 12 октября 1997 года, бывшим офицером «временной» ИРА Майклом Маккевитом и 12 его единомышленниками. Поводом для разногласий стал вопрос о перемирии. Немедленно после своего образования «истинные» приступили к террору, попытавшись устроить теракт в Бенбридже 7 января 1998. 15 августа 1998 совершила теракт в Оме, графство Тирон. В 2001 году в Дублине Маккевит был арестован ирландскими спецслужбами, при содействии британской контрразведки МИ5. В 2003 он был приговорен к 20 годам лишения свободы, однако «истинная» ИРА не прекратила свои акции. На сегодняшний день организация насчитывает около 150 активных членов. Последняя их атака была предпринята 5 октября 2010 года.

## Снабжение оружием

### Ливия
Считается, что основным поставщиком оружия и финансирования ИРА являлась Ливия, осуществившая в 1970-х и 1980-х крупные поставки оружия. В 2011 году британская газета «Дейли Телеграф» писала: «В течение почти 25 лет практически каждая бомба, сделанная Временной ИРА и отколовшимися от неё группировками, содержала Семтекс из ливийской партии, выгруженной на ирландском пирсе в 1986 году».

### Ирландская диаспора в США
Основным источником оружия и финансовой помощи ИРА являлись, помимо Ливии, американские ирландцы, особенно организация NORAID. Эти каналы существенно сократились после 11 сентября 2001.

### Обвинения в поставках оружия ИРА
Определённую финансовую помощь оказывал ирландским повстанцам СССР ещё в довоенные годы, при этом не поставляя ни оружие, ни припасов, несмотря на уговоры и просьбы со стороны ИРА. В 1972 году в своих дневниках Анатолий Черняев писал, что генеральный секретарь Коммунистической партии Ирландии Майкл О’Риордан в письме от 1969 года пытался убедить Советский Союз организовать поставку оружия ирландским повстанцам, предлагая в качестве примера сбрасывать рыболовецкий буй с грузом недалеко от ирландских территориальных вод, однако О’Риордану объясняли, что это крайне опасно. В записи от 7 марта 1972 года Черняев отметил, что сотрудники КГБ настоятельно пытались переубедить О’Риордана:

Несколько дней тут [в секретариате ЦК] был О’Риордан (со 2 по 7) — Генеральный секретарь КП Ирландии. Опять просил оружия для ИРА (выступает в роли посредника, чтоб «после победы» было на что сослаться). Ему уже два года отказывали. Загладин устраивал ему встречи с кгбэшниками, которые ему доказывают, что по техническим причинам переслать оружие трудно, опасно, почти невозможно. А он дело представляет себе просто: советская подлодка или рыболовный корабль сбрасывает где-то км. в 100 от Ирландии груз, оставляет буёк, а потом ировцы на лодке забирают его… Пока удаётся морочить ему голову…

По другой версии, план поставки оружия всё же был утверждён: председатель КГБ Юрий Андропов сообщил ЦК о разработке плана операции «Всплеск», согласно которой, ночью в 40—42 км от побережья Ирландии в нейтральных водах с судна «Редуктор» можно было сбросить буй с оружием на небольшую глубину, который потом бы подняли ирландцы с рыболовецкого судна. Андропов предлагал поставлять ирландцам трофейное немецкое оружие с немецкой смазкой, чтобы не давать намёков на факт поддержки ИРА из Советского Союза. Согласно утверждениям советского перебежчика Василия Митрохина, ссылающимся на архив КГБ СССР, была налажена поставка оружия в ИРА, однако оно использовалось преимущественно в разборках между «временными» и «официальными». По версии Джима Касака, в тайниках ИРА хранятся несколько тысяч автоматов и пистолетов-пулемётов советского производства на случай перехода конфликта в «горячую фазу».
В поставках оружия также обвинялись ЦРУ (отрицали обвинения), Организация освобождения Палестины, Хезболла и Колумбия.
В 1996 году ФСБ обвиняла эстонскую военизированную организацию Кайтеселийт в поставках оружия в Ирландию, что позже эстонцы опровергали.

## Инфильтрация
В ИРА проник ряд агентов британских спецслужб; первые значительные инфильтрации прошли в середине 1970-х, во время перемирия 1975. Агентами являлись ряд высших чинов ИРА, в том числе член Шинн Фейн Денис Дональдсон, признавшийся по телевидению 16 декабря 2005, что являлся британским агентом в течение 20 лет.
Во время межобщинных столкновений ИРА ликвидировала 63 собственных участника по подозрению в том, что они являются информаторами.

## Акции ИРА
- 1972, 21 июля — Кровавая пятница — серия взрывов в Белфасте, осуществлённая Белфастской бригадой «Временной» Ирландской республиканской армии и повлёкшая за собой смерть 9 человек (2 военнослужащих британской армии, 1 члена Ассоциации обороны Ольстера и 6 гражданских лиц)[20]. Число раненых составило 130 человек[21].
- 1974, 4 февраля — взрыв бомбы в автобусе, перевозившем военнослужащих британских сухопутных и военно-воздушных сил из Манчестера в места постоянной дислокации около Каттерика и Дарлингтона.
- 27 августа 1979: В результате взрыва бомбы ИРА погиб граф Маунтбеттен Бирманский в Маллагморе, графство Слайго, двоюродный брат британской королевы, а также вдовствующая баронесса Брэборн, свекровь старшей дочери Маунтбеттена (83 года), достопочтенный. Николас Нэтчбулл, четвертый сын старшей дочери Маунтбэттена (14 лет) и Пол Максвелл, 15‑летний протестантский юноша из графства Фермана, который работал членом экипажа. В тот же день ИРА начала засаду в Уорренпоинте, в результате которой погибли 18 британских солдат в замке Узкая вода, недалеко от Уорренпоинта, графство Даун. Когда проезжал британский конвой, подразделение ИРА взорвало придорожную бомбу, в результате чего погибли шесть солдат. Затем снайперский огонь ИРА заставил солдат укрыться за ближайшей сторожкой, где взорвалась вторая бомба, в результате чего погибли еще двенадцать человек.
- 1982, 20 июля — члены «Временной» ИРА взорвали две бомбы во время парада британских военнослужащих в Гайд-парке и Риджентс-парке. В результате взрывов было убито 22 солдата, более 50 солдат и гражданских лиц было ранено.
- 1983, 17 декабря — взрыв у лондонского универсама.
- 1984 — покушение на британского премьер-министра Маргарет Тэтчер в Брайтоне.
- 1993 — взрывы в Уоррингтоне.
- 1994, 11 марта — обстрел аэропорта Хитроу (Лондон) из миномётов.
- 2000, 20 сентября — выстрел из гранатомёта РПГ-22 по 8-му этажу здания МИ-6.

## ИРА в массовой культуре
- За пригоршню динамита (фильм, 1971, один из главных героев — Джон «Шон» Мэллори (сыграл Джеймс Коберн)
- Долгая Страстная пятница (фильм, 1980)
- Отходная молитва (фильм, 1987)
- За завесой секретности (фильм, 1990)
- Игры патриотов (фильм, 1992, по книге Тома Клэнси (1987)
- Во имя отца (фильм, 1993)
- Зомби (песня, 1994 — песня-протест ирландской рок-группы The Cranberries)
- Сметённые огнём (фильм) (1994)
- Провокатор / Патриоты (амер. Patriots) (фильм, 1994)
- Майкл Коллинз (фильм, 1996)
- Сыновья (фильм, 1996)
- Хроники молодого Индианы Джонса (1996, фильм 7, «Сладкая песнь любви». Молодой Джонс попадает в гущу событий Пасхального восстания в Дублине 1916 года)
- Собственность дьявола (фильм, 1997)
- Боксёр (фильм, 1997)
- Шакал (фильм, 1997, одним из главных героев является персонаж Ричарда Гира — ирландский террорист Деклан Малкуин)
- Информатор (фильм, 1997)
- Генерал (фильм, 1998)
- Ронин (фильм) (1998)
- Britannic (фильм) (2000)
- Кровавое воскресенье (фильм) (2002)
- Завтрак на Плутоне (фильм, 2005)
- Ветер, который качает вереск (фильм, 2006)
- Сыны анархии (сериал, США, 2008—2014 — на протяжении двух сезонов сериала ИРА упоминается, как один из поставщиков нелегального оружия в США. Третий сезон полностью посвящён конфликту между членами мото-клуба и функционером ИРА Джимми О’Феланом)
- Инспектор Джордж Джентли (сериал, сезон 1, серия 1 «Сгоревший человек», The Burning Man — в ходе расследования подозревают связь с ИРА)
- Пять минут рая (фильм, 2008)
- Голод (фильм, 2008)
- Пятьдесят ходячих трупов (фильм, 2008)
- ИРА упоминается в 1 серии 20 сезона Симпсонов (2008)
- Far Cry 2 (игра, 2008, упоминается)
- Counter-Strike: Condition Zero Deleted Scenes (игра,2004) Действия 12-й миссии игры происходят в Белфасте. Хоть и не говорится прямо, но ирландский акцент террористов и обращение  "угнетатель" по отношению к игроку британского спецназовца даёт повод предполагать что они олицетворяют ИРА[22].
- GTA IV (игра, 2008, упоминается, Деррик Макрири работал на эту организацию)
- Mafia III (игра, 2017,Томас Берк, бывший участник ИРА)
- Смертоносный воин (сериал, 2009—2011, сражались с Талибаном (победа), а также с бойцами российского спецназа [поражение])
- Подпольная империя (сериал, 2010—2014)
- Любовь/Ненависть (сериал, 2010—2014)
- Мистер Ганджубас (фильм, 2010)
- Однажды в Ирландии (фильм, 2011)
- Железная леди (фильм, 2011)
- Возвращение в Киллибегс (роман Соржа Шаландона, 2011, Гонкуровская премия)
- Тайный игрок (фильм, 2012)
- Ответный удар: Теневая война[англ.] (сериал, 2013)
- Острые козырьки (сериал, с 2013)
- '71 (2014)
- Путь (фильм, 2016)
- В сериале "Корона" (2016) ИРА упоминается и играет ключевую роль в сюжете 4 сезона.
- Иностранец (2017)
- На земле святых и грешников (2023)
- Ничего не говори (сериал, 2024)
- Say Nothing (книга, 2018)